# Боина (вулкан)
Боина — фумарольное поле. Располагается на границе Эфиопии и Джибути. Другое название — Гамбоули (англ. Gambouli).
Боина находится в Великой рифтовой долине, в километре к северу от озера Аббе. Возвышается на высоту 300 метров. Возник на вулканических породах базальтов, которые образовались в эпоху плейстоцена. Наблюдается постоянная геотермальная активность. Активность фумаррол слышна на дальнее расстояние. Геотермальные воронки достигают 7 метров глубины.